# Ithomaia
Die Ithomaia (altgriechisch Ἰθωμαῖα) waren im antiken Griechenland ein Fest zu Ehren des Zeus Ithomatas, das an einem Altar auf dem Berg Ithome in Messenien begangen wurde.
Pausanias berichtet, das Fest sei das wichtigste messenische Fest seit der wiedererlangten Unabhängigkeit der Messener gewesen und sei noch zu seiner Zeit jährlich begangen worden. Unter Berufung auf den kyklischen Dichter Eumelos von Korinth berichtet er weiter, die aus dem Ithome entspringende Quelle Klepsydra sei in der lokalen Mythologie der Ort, an dem Zeus geboren und von den Nymphen Ithome und Neda versorgt worden sei, weshalb täglich Wasser aus der Quelle zum Heiligtum auf dem Berggipfel gebracht wurde. Bei Clemens von Alexandria ist eine Geschichte überliefert, nach welcher der messenische Heros Aristomenes dem Zeus Ithomatas 300 spartanische Gefangene sowie den spartanischen König geopfert habe, worin der Religionshistoriker Martin Persson Nilsson Spuren eines Pharmakos-Kultes und in Verbindung mit der Sage um die Quelle Parallelen zum Kult des arkadischen Zeus Lykaion sieht.

Messenische Tetradrachme 183/182 v. Chr., avers Demeter, revers Zeus Ithomatas, neben ihm ein Dreifuß

Über die Kultpraxis ist nur wenig bekannt. Inschriftlich sind Listen von Kultteilnehmern ab dem Jahr 38 v. Chr. erhalten, in denen verschiedene beteiligten Funktionsträger aufgezählt werden. Nach Pausanias wurde ein von Ageladas von Argos im 5. Jahrhundert v. Chr. geschaffenes Kultbild des Zeus Ithomatas mitgeführt, das von den jährlich wechselnden Priestern aufbewahrt wurde. Früher seien zudem musische Agone abgehalten worden. Das Kultbild wurde auf verschiedenen messenischen Münzen identifiziert, auf denen Zeus Ithomatas mit Blitz in der erhobenen einen Hand und mit Adler in der ausgestreckten anderen Hand abgebildet ist.